# Kleingewässer bei Dalle
Kleingewässer bei Dalle este o arie protejată (arie specială de conservare — SAC, sit de importanță comunitară — SCI) din Germania întinsă pe o suprafață de 5,23 ha, integral pe uscat.

## Localizare
Centrul sitului Kleingewässer bei Dalle este situat la coordonatele 52°47′09″N 10°18′46″E / 52.7858°N 10.3128°E.

## Înființare
Situl Kleingewässer bei Dalle a fost declarat sit de importanță comunitară în ianuarie 2005 pentru a proteja 1 specie de animale. Situl a fost protejat și ca arie specială de conservare în noiembrie 2017.

## Biodiversitate
Situată în ecoregiunea atlantică, aria protejată conține 4 habitate naturale: Lacuri și iazuri distrofice naturale, Mlaștini turboase de tranziție și turbării mișcătoare, Depresiuni pe substraturi de turbă de Rhynchosporion, Mlaștini împădurite.
La baza desemnării sitului se află o specie protejată de  nevertebrate: libelule (Leucorrhinia pectoralis).